# 杜尔孙·塞温奇
杜尔孙·塞温奇（土耳其語：Dursun Sevinç，1972年3月16日—），土耳其男子举重运动员。他曾代表土耳其参加世界举重锦标赛，获得一枚银牌。他也曾参加1996年夏季奥林匹克运动会。